# Chris Broderick
Chris Broderick (* 6. března 1970, Lakewood, Colorado, USA) je americký hudebník a kytarista, který od roku 2019 působí ve švédském metalové kapele In Flames. Nejlépe známý jako bývalý člen thrashmetalové skupiny Megadeth, kde hrál v letech 2008–2014. Na kytaru hraje od 11 let. Jeho specializací je heavy metal, thrash metal, hard rock. Před nástupem do Megadeth a ještě během působení v kapele Jag Panzer byl v letech 2001 až 2003 také kytaristou pro tour skupiny Nevermore a opět mezi lety 2006 a 2007. Nyní[kdy?] je sólovým kytaristou v thrashmetalové kapele Act of Defiance, kterou založil s dalším bývalým členem Megadeth Shawnem Droverem.